# اختلال اضطراب پس از سانحه
اختلال اضطراب پس از سانحه یا فشار روانی پس از سانحه (به انگلیسی: Post-Traumatic Stress Disorder) (به صورت مخفف: PTSD)، نشانگانی است که پس از مشاهده و تجربه وقایع اضطراب زای شدید به طور مزمن و یا به طور شدید مانند زندگی در محل جنگ و جنگیدن، سو استفاده جنسی، خشونت خانگی، کودک آزاری روی می‌دهد که ممکن است جان فرد را به خطر بیاندازد.به طور خلاصه اضطراب یا واکنشی که کودک، نوجوان یا بزرگسال در مقابل رفتارهای آسیب زا از خود نشان می دهد. اضطراب پس از سانحه نامیده می شود. اختلال PTSD اغلب با سایر مشکلات روانی مانند افسردگی، اضطراب اجتماعی و غیره همراه است و منجر به اختلالات خواب، هوشیاری بیش از حد، کابوس های مکرر از سوانح مشاهده شده در گذشته و فانتزی انتقام گرفتن از شخص یا اشخاص درگیر و عامل درد روانی شخص مبتلا به این بیماری همراه میباشد. همچنین ممکن است این اختلال در نتیجۀ قرارگرفتن مکرر در معرض جزئیات وحشتناک یک حادثه (تروما) رخ دهد؛ مانند افسران پلیسی که در معرض جزئیات موارد کودک‌آزاری قرار می‌گیرند.
بیمار نسبت به این تجربه‌ها احساس ترس و درماندگی می‌کند، اغلب رفتارهای آشفته و حاکی از بی‌قراری بروز می‌دهد و مدام تلاش می‌کند از یادآوری رویداد و سانحه اجتناب کند. حوادثی همچون سوءاستفاده جنسی، تصادف، جنگ، سوانح طبیعی مانند زلزله، سیل و… به‌طور کلی افرادی که چنین رویدادهایی را تجربه می‌کنند حتی در مورد کودکان، بیشتر از این که ما بتوانیم تجربهٔ آن‌ها را تصور کنیم و احساسات آن‌ها را درک کنیم از آن واقعه رنج می‌برند. همین امر وجه تمایز فشار روانی پس از سانحه با سایر حوادث زندگی است (استرس بیش از حد طبیعی به حادثه).
رشد پس از سانحه (Post-Traumatic Growth) (به صورت مخفف: PTG) فرایند مثبت PTSD است.

## شیوع اختلال فشار روانی پس از سانحه
اگرچه اغلب مردم (۵۰ تا ۹۰٪) یک رویداد بسیار فشارآور را تا پایان عمر به یاد دارند، فقط ۸٪ آن‌ها به PTSD مبتلا می‌شوند. این بیماری در دوران بعد از جنگ بسیار شایع است (مانند جنگ ویتنام، عراق، ایران، بوسنی هرزگوین و افغانستان). به عنوان مثال، نتایج یک پیش‌بینی علمی در آمریکا نشان می‌دهد که از میان سربازان جنگ‌های اخیر آمریکا، حدود ۱۰٪ در سال ۲۰۲۵ همچنان با این بیماری دست و پنجه نرم خواهند کرد.
همچنین بر اثر اتفاقات مهم زندگی مانند فوت یک عزیز یا طلاق و جدایی و ضربه‌های عاطفی احتمال ابتلاء به این بیماری زیاد است. به نظر می‌رسد زمینه ژنتیکی و دوران کودکی در ایجاد این بیماری مؤثر هستند. این اختلال همچنین می تواند از طریق سوانح طبیعی مانند سیل، زلزله، آتش سوزی برای فرد مواجهه با این سوانح ایجاد گردد.

## علائم اختلال فشار روانی پس از سانحه
علائم و نشانه‌های اختلال فشار روانی پس از سانحه عبارت‌اند از: افکار مزاحم (Intrusive Thoughts)، اجتناب (Avoidance)، تغییرات در شناخت، خلق و خو، واکنش پذیری، و گوش‌به‌زنگی مفرط. 
- ناآرامی و بی‌قراری، رفتارهای پرخاشگرانه، احساس بیزاری از دیگران.
- گوشه‌گیری و مشکلات در روابط بین فردی، به‌سختی انس گرفتن با دیگران.
- احساس گناه و شرم‌زدگی، بی‌احساسی و فقر هیجانی که از طریق جمع کردن خود و انقباض عضلات صورت می‌گیرد.
- واپسروی‌های رشدی (بازگشت به رفتارهای اولیه کودکان، شب‌ادراری، مکیدن شست و…)
- رفتارهای تهییجی و برانگیختگی بیش از حد (حالت گوش به زنگ بودن که به محض مواجه شدن با محرک تنش‌زا شوکه می‌شود)
- اختلال خواب، کابوس و خواب‌های ترسناک (رویاهای هولناک بدون محتوای مشخص، دندان قروچه).
- اجتناب از افکار و احساسات و حتی اماکنی که وقایع ناخوشایند را یادآوری می‌کند.
- تکرار خاطره‌های آسیب‌زا از قبیل مزاحمت، تجاوز و… در ذهن.
- تمایل به بازی‌های تکراری پیرامون حادثه‌ای که تجربه کردند (درمورد کودکان).
- اختلال در کار روزانه، مشکلات در تمرکز و آموزش.

البته همه این‌ها باید سه شرط مهم دیگر را نیز به همراه داشته باشند:
- فرد باید در معرض یک رویداد پرتنش قرار گرفته باشد.
- فرد باید مرتب به یاد این رویداد بیفتد و فلاش بک داشته باشد.
- علائم باید بیش از یک ماه طول بکشد.

## درمان
فرایند درمان بیمار مبتلا به اختلالِ پسا-ضایعه‌ای (ا.پ.ض) تلفیقی از دو رویکرد روان‌شناسی شناختی و رفتارگرایی است. مداخلات رفتاری شامل: آموزش نحوهٔ مواجهٔ مؤثر با ترس‌ها، اجتناب از اماکن یا افرادی که وقایع را یادآوری می‌کند، می‌باشد؛ همچنین استفاده از تکنیک آرام‌بخش و پذیرش احساسات بیمار در کاهش نشانگان اضطراب پس از سانحه مؤثر است. در روش مداخله در بحران، سعی بر این است که عملکرد عادی بیمار را به وی بازگردانند. روان درمانگر در این روش تمرکزش را معطوف به حل مشکلات، آموزش مهارت‌های مربوط به کنار آمدن با شرایط و ایجاد شرایطی حمایتی برای بیمار می‌کند. عضویت در گروه‌های حمایتی نیز برای کسانی که دچار علائم اضطراب هستند، مفید است. بیماران با عضویت در این گروه‌ها حمایت عاطفی دریافت می‌کنند، با افراد دیگری که شرایط و علائم مشابهی را تجربه کرده‌اند آشنا می‌شوند و مهارت‌های مربوط به کنار آمدن با شرایط و مدیریت شرایط را می‌آموزند.
اگر علایم فوق بیش از یک ماه تداوم یابد و منجر به اختلال در عملکرد کلی بیمار (شغلی، تحصیلی، رفتاری و…) شود باید نسبت به درمان آن اقدام نمود. برای درمان دارویی از داروهای مهارکننده بازجذب سروتونین مانند فلوکستین، ضدافسردگی‌های سه حلقه‌ای مانند ایمی‌پرامین، سیتالوپرام، و کلونیدین استفاده می‌شود. همچنین پروپرانولول معمولاً برای درمان اختلال اضطراب و هراس شدید نیز تجویز می‌شود.

## در حیوانات
حیوانات نیز قابلیت ابتلاء به این اختلال را دارند.

## مراقبت‌های لازم برای مبتلایان به اختلال فشار روانی پس از سانحه
فرایند پرستاری در اختلال فشار روانی پس از سانحه شامل مراحل زیر می‌باشد.
- بررسی پرستاری
- تشخیص پرستاری[۶]
- برنامه‌ریزی اقدامات[۷]
- اجرای مراقبت‌ها و اقدامات پرستاری
- ارزشیابی و اثر بخشی اقدامات

### بررسی
- به‌طور کلی بیماران مبتلا به اختلالات اضطرابی نیاز به بررسی و معاینه کامل جسمی و روانی و اخذ شرح حال کامل دارند.
- معاینات طبی ضروری هستند زیرا بسیاری از بیماری‌های طبی وجود دارند که علایم مشابه اختلالات اضطرابی ایجاد می‌کنند.
- پرستار باید بتواند اضطراب مرضی را از اضطراب طبیعی تفکیک نماید.
- در معاینه بیماران مبتلا به اختلالات اضطرابی، هم به علایم روانشناختی و هم به علایم جسمانی باید توجه داشت.
- به علاوه پرستار نیاز به تعیین سطح اضطراب بیمار دارد (از طریق مشاهده رفتار کلامی و غیر کلامی بیمار و سؤال از خود بیمار و سؤال در مورد اینکه آیا در مقابل موقعیت‌های خاص، احساس اضطراب می‌کند (کدام واقعه درگذشته به یاد اومی آید او را دچار اضطراب می‌کند).
- بیمار موقع اضطراب به چه کاری مشغول است؟ در کجا دچار اضطراب می‌شود؟
- باید شرح مفصلی از گذشته و حال بیمار تهیه نمود.
- درشرح حال کشمکش‌های موجود بین بیمار و سایرین یا دردرون خود بیمار حایز اهمیت است.
- شروع بیماری ازچه زمانی بوده؟ آیا در آن زمان حادثه ناگواری (سوگ عزیزان، جنگ و…) رخ داده‌است؟
- آیا عوامل اضطراب زا همراه با شروع بیماری هنوز هم وجود دارند؟
- اغلب برای تکمیل بررسی لازم است سطح اضطراب بیمار از طریق دارو کاهش یابد.[۸]

### تشخیص
- اضطراب در رابطه با تعارضات ناخودآگاه مشخص با دلواپسی و علایم جسمانی
- ترس در رابطه با موقعیت‌های فوبیک مشخص با اجتناب مستمر
- تخریب در تعاملات اجتماعی در رابطه با اضطراب شدید مشخص با انزوا و گوشه‌گیری
- اختلال خواب در رابطه با اضطراب شدید مشخص با کابوس و سحرخیزی
- اختلال تنفسی در رابطه با اضطراب شدید مشخص با هیپر ونتیلاسیون[۹]

### برنامه‌ریزی
طرح مراقبت پرستاری در درجه اول باید باعث کاهش سطح اضطراب این بیماران شود. برنامه‌ریزی‌ها بر اساس تشخیص‌های پرستاری و مشکلات بیمار است

### اقدام
- در مواردی که اختلال، پس از سانحه اخیر شروع شده‌است پرستار باید اقداماتی در جهت کاهش هیجان و تشویق به یادآوری ترتیب دهد. باید به بیمار فرصت داده شود که حوادث اضطراب زا را به یاد آورد و هیجانات مربوط به آن را بیان کند.
- مقادیر پایین داروهای ضداضطراب ممکن است برای آرام کردن فرد ضرورت داشته باشد و یک داروی خواب‌آور نیز می‌تواند برای بهبود خواب بیمار به مدت چند شب مفید باشد.
- رایج‌ترین استراتژی مقابله‌ای در این بیماران، اجتناب است، یعنی فرد از صحبت کردن و فکر کردن دربارهٔ آنچه که روی داده، اجتناب می‌کند و رایج‌ترین مکانیسم دفاعی، انکار است یعنی فرد ممکن است احساس کند که واقعاً حوادثی روی نداده‌است یا آن‌ها را فراموش کند. درچنین مواقعی نیز بیمار باید برای یادآوری حوادث اضطراب‌زا تشویق گردد. همچنین، حمایت‌های محیطی (مثل دوستان و بستگان) باید فراهم شود و بیمار از معرض اضطراب دور بماند.
- پرستار از شیوه‌های مختلفی در این باره می‌تواند استفاده کند · تشویق بیمار به صحبت · پرستار باید توضیحات واضحی برای علایم جسمانی اضطراب به بیمار بدهد · کمک به بیمار برای شناسایی موقعیت‌های بیرونی اضطراب‌انگیز · کمک به بیمار و خانواده بیمار در جهت تغییر محیط یا تعدیل عوامل اضطراب زا

#### مداخلات درمورد ترس
- تشویق بیمار برای وارد شدن به موقعیت یا شی مورد اجتناب · استفاده از روش‌های رفتاری مانند مواجه‌سازی (بطور تدریجی و حساسیت زدایی یا به‌طور ناگهانی و غرقه سازی) برای درمان ترس

#### مداخلات در تخریب تعاملات اجتماعی
- آموزش مهارت‌های اجتماعی و قاطعیت · تشویق بیمار برای شرکت در فعالیت‌های اجتماعی · تشویق بیمار برای شروع فعالیت‌های طبیعی زندگی روزمره · به بیمار بگوییم هر چقدر تسلیم بیماری شود بر شدت آن افزوده می‌شود و اومی تواند به تنهایی فعالیت‌های اجتماعی خود را شروع کند

#### مداخلات در اختلال خواب
استفاده از روش‌های ساده برای رفع بیخوابی:ایجاد محیط آرام، دوش آب گرم قبل از خواب، فعالیت بدنی، اجتناب از مصرف چایی، قهوه، سیگار و بحث پیرامون مسایل اضطراب زا · دادن داروی آرامبخش یا خواب‌آور به مدت چند شب طبق دستور پزشک

#### مداخلات دراختلال تنفسی
آموزش به بیمار که مکرراً در یک پاکت کاغذی یا نایلون تنفس کند. · آموزش به بیمار که به کندی و تحت کنترل نفس بکشد

### ارزیابی اختلال فشار روانی پس از سانحه
ارزیابی پیوسته پیشرفت بیمار برای دستیابی به نتایج شناخته شده چه در داخل بیمارستان و چه در جامعه توسط پرستار. ملاک نهایی برای ارزشیابی نتایج، توانایی بیمار برای عملکرد در سطح انجام فعالیت‌های روزانه زندگی در یک سطح آرام